# 넵투누스 (야구팀)
넵투누스(Neptunus)는 네덜란드 프로야구 혼크발 호프트클라시리그의 프로 야구 팀이다. 네덜란드 로테르담을 연고로 하고 있다.

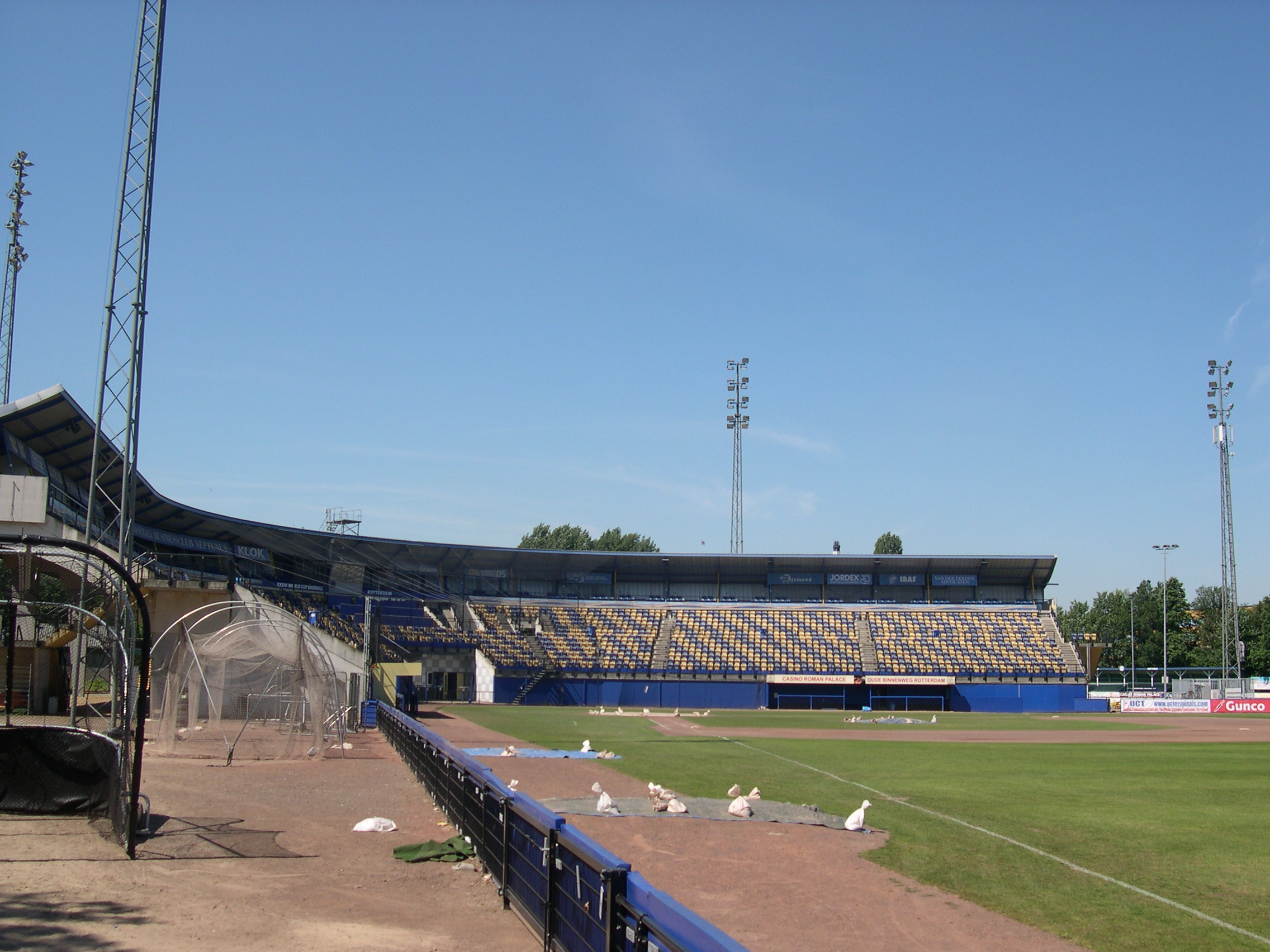
홈구장 DOOR Neptunus Familiestadion